# Sébastien Puygrenier
Sébastien Nicolas Puygrenier (Limoges, 28 gennaio 1982) è un ex calciatore francese, di ruolo difensore.

## Palmarès

### Club

#### Competizioni nazionali
- Campionato francese di seconda divisione: 1

Nancy: 2004-2005
- Coppa di Lega francese: 1

Nancy: 2005-2006

#### Competizioni internazionali
- Supercoppa UEFA: 1

Zenit: 2008